# Франциска Кристина Пфальц-Зульцбахская
Франциска Кристина Пфальц-Зульцбахская (нем. Franziska Christine von Pfalz-Sulzbach; 16 мая 1696, Зульцбах-Розенберг, Верхний Пфальц — 16 июля 1776, Эссен, Дюссельдорф) — княгиня из династии Виттельсбахов и аббатиса свободных светских монастырей Эссена и Торна (провинция Лимбург) на протяжении почти пятидесяти лет (с 1726 по 1776 год).

## Биография
Франциска Кристина родилась в семье князя Теодора Эсташа Пфальц-Зульцбахского и его жены Марии Элеоноры Амалии, ландграфини Гессен-Рейнфельс-Ротенбургской. Была третьим ребёнком в семье и второй дочерью.
Пяти лет от роду была введена в главное женское аббатство Торн, где аббатисой была её тетя Элеонора фон Лёвенштейны-Рошфор, объявившая в 1706 году Франциску Кристину своей первоочередной преемницей. Аббатисой она стала 15 октября 1726 в Эссене. Её резиденция располагалась в Борбекском дворце в Эссене, который находился на реконструкции по её приказу с 1744 по 1762 год.
Франциска Кристина основала сиротский приют, который в 1769 году принял первых детей. Её камердинером был Игнатиус Фортуна, один из первых африканцев, живших в Европе и сделавших успешную придворную карьеру.
Принцесса Франциска Кристина умерла в восьмидесятилетнем возрасте 16 июля 1776 года в Эссене. 18 июля её саркофаг на колеснице, запряжённой шестеркой лошадей, покрытых чёрными попонами, был доставлен из Эссена в Штиле. Согласно её воле, она была погребена в часовне, устроенной в основанном ей приюте для детей-сирот.